# Крисюк Ганна Ярославівна
Ганна Ярославівна Крисюк (нар. 9 грудня 1982, с. Ріпне Івано-Франківської області) — українська громадська діячка, підприємець і благодійниця, експертка з комунікацій та піару. Радниця Уповноваженого Верховної Ради з прав людини, власниця міжнародного глянцю «Business Woman», президентка міжнародного «Business Woman Club», ініціаторка світової екологічної ініціативи «Greening of the Planet» та інших бізнес-, соціальних і благодійних проєктів.

## Життєпис
Народилася 9 грудня 1982, с. Ріпне Івано-Франківської області.
Закінчила: Прикарпатський національний університет імені Василя Стефаника, спеціальність «Соціальна педагогіка» і отримала кваліфікацію соціального педагога, викладача соціальної педагогіки у вищих навчальних закладах 1-2 рівня акредитації та практичного психолога у закладах освіти (2005, з відзнакою); Відкритий міжнародний університет розвитку людини «Україна», спеціальність «Компьютерний еколого-економічний моніторинг», кваліфікація інженера із застосування комп'ютера (2009, з відзнакою), а також спеціальність «Журналістика» (видавнича справа та редагування), ступінь молодшого спеціаліста (2012, з відзнакою)
У 2004 стала співзасновницею «Галицького балу», якийсь організовувала до 2014.
Від 2005 до 2015 — викладачка, студентська адміністраторка і завідувачка відділу виховної роботи Івано-Франківської філії Відкритого міжнародного університету розвитку людини «Україна», голова
Молодіжної адміністрації Івано-Франківської області.
2009—2011 — засновниця та директорка Танцювальної школи Влада Ями
2013—2019 — власниця піар-агенції «PR-Energy»
2011—2013 — співзасновниця глянцевого журналу «Бізнесмен»
2012—2022 — представниця національного проєкту «Книга рекордів
України», згодом членкиня редакційної ради «Книги рекордів
України», генеральна директорка «Книги рекордів України»
2014—2019 — співорганізаторка форуму Української молоді діаспори «Івано-
Франківськ-2014», «Одеса-2015», «Вінниця-2016», «Київ-2017»
2014 — засновниця міжнародного жіночого глянцю «Business Woman», акредитованого в Європарламенті, із 33 іноземними представництвами.
Із 2017 — організаторка форумів «Роль жінки в зоні АТО» та щорічних
міжнародних і всеукраїнських жіночих форумів: «Business Woman
2017», «Business Woman 2018», «Business Woman 2019», «Business Woman
2020», «Business Woman 2021», «Business Woman 2023».
Із 2017 — Амбасадорка Міжнародної Амбасади Жінок-Підприємниць
Із 2020 — засновниця міжнародного закритого жіночого бізнес-
клубу «Business Woman Club».
Із 2021 — ініціаторка проєкту «Greening of the Planet» в 141 країні світу. Реалізація і висадження понад 50 млн дерев.
Із 2021 — засновниця ТОВ «Книга Світових Рекордів».
2022—2024 — Співорганізатор 30 гуманітарних місій на передову в рамках Міжнародного штабу допомоги українцям
Із 2022 — голова Міжнародного штабу допомоги українцям (міжнародне
об'єднання благодійних фондів, організацій, бізнес-спільнот, ЗМІ, державних
органів влади, торгових палат із 73 країн світу)
Із 2022 — партнерка Програми USAID «Конкурентоспроможна економіка
України»
Із 2022 — Радниця Уповноваженого Верховної Ради з прав людини Дмитра
Лубінця
2023 — ініцаторка і співорганізаторка проєкту «1000 дронів для України»
Із 2023 — учасниця Жіночої Ради Підприємниць при Голові Київської обласної
військової адміністрації
2024 рік — співорганізаторка воркшопів «Жіноче лідерство та сімейний бізнес у часи викликів» реалізованих у 12 областях украніи у співпраці із програмою Usai «Конкурентно спроможна економіка України»
2024 рік — організаторка Міжнародноі зустрічі із учасниками 45 країн світу на тему «Світове украінство у допомозі Украіни»
Засновниця та президентка «Business Woman Club»https://businesswomanclub.org/ 
Генеральна директорка Книги Світових Рекордів https://bookworldrecords.com/
Ініціаторка екологічного проєкту «Greening of the Planet» https://greening.org.ua/
Амбасадорка Міжнародної Амбасади Жінок-Підприємниць
Голова Міжнародного штабу допомоги українцям https://dopomoha.org.ua/
Рекордсменка України і світу з реалізації соціальних проєктів, спрямованих на ековідновлення та об'єднання людей
Амбасадорка Миру за поданням HWPL
Експерт міжнародних комунікацій та піару

## Проєкти
Співзасновниця громадської організації «Світове українство»
Голова громадської спілки «Промінь Україна»
Засновниця громадської організації «МОЖУ»
Голова благодійного фонду «Озеленення України»
Співзасновниця і голова громадської організації «Жіноча бізнес-школа»